# Сант'Анђело дел Песко
Сант'Анђело дел Песко (итал. Sant'Angelo del Pesco) је насеље у Италији у округу Изернија, региону Молизе.
Према процени из 2011. у насељу је живело 368 становника. Насеље се налази на надморској висини од 780 м.

## Становништво
| 1931. | 1936. | 1951. | 1961. | 1971. | 1981. | 1991. | 2001. | 2011. |
| ----- | ----- | ----- | ----- | ----- | ----- | ----- | ----- | ----- |
| 1.041 | 1.063 | 1.021 | 958   | 877   | 564   | 461   | 416   | 368   |